# Nazarje
Nazarje este o localitate din comuna Nazarje, Slovenia, cu o populație de 1.020 de locuitori.